# Ava Max
Amanda Ava Koci, bolj znana pod vzdevkom Ava Max, ameriška pevka, glasbenica in tekstopiska * 16. februar 1994 Milwaukee, Wisconsin, ZDA.                                 
Ava je zelo priljubljena in znana ameriška pevka. Potem, ko se je v svojem otroštvu preselila v več zveznih držav, da bi v nadaljevala glasbeno kariero, je Ava leta 2016 podpisala pogodbo z Atlantic Records, kjer je 17. avgusta 2018 izdala pesem Sweet but Psycho. V državah kot so Združeno kraljestvo, Nemčija, Avstrija, Švica, Švedska in Nova Zelandija, je njena pesem dosegla veliko priljubljenosti in pohval, hkrati pa je v Avstraliji dosegla najvišjo številko 2 in številko 10 na ameriškem Billboard Hot 100.